# Les Alluets-le-Roi
Les Alluets-le-Roi è un comune francese di 1 273 abitanti situato nel dipartimento degli Yvelines nella regione dell'Île-de-France a circa 14 chilometri a ovest di Saint-Germain-en-Laye.

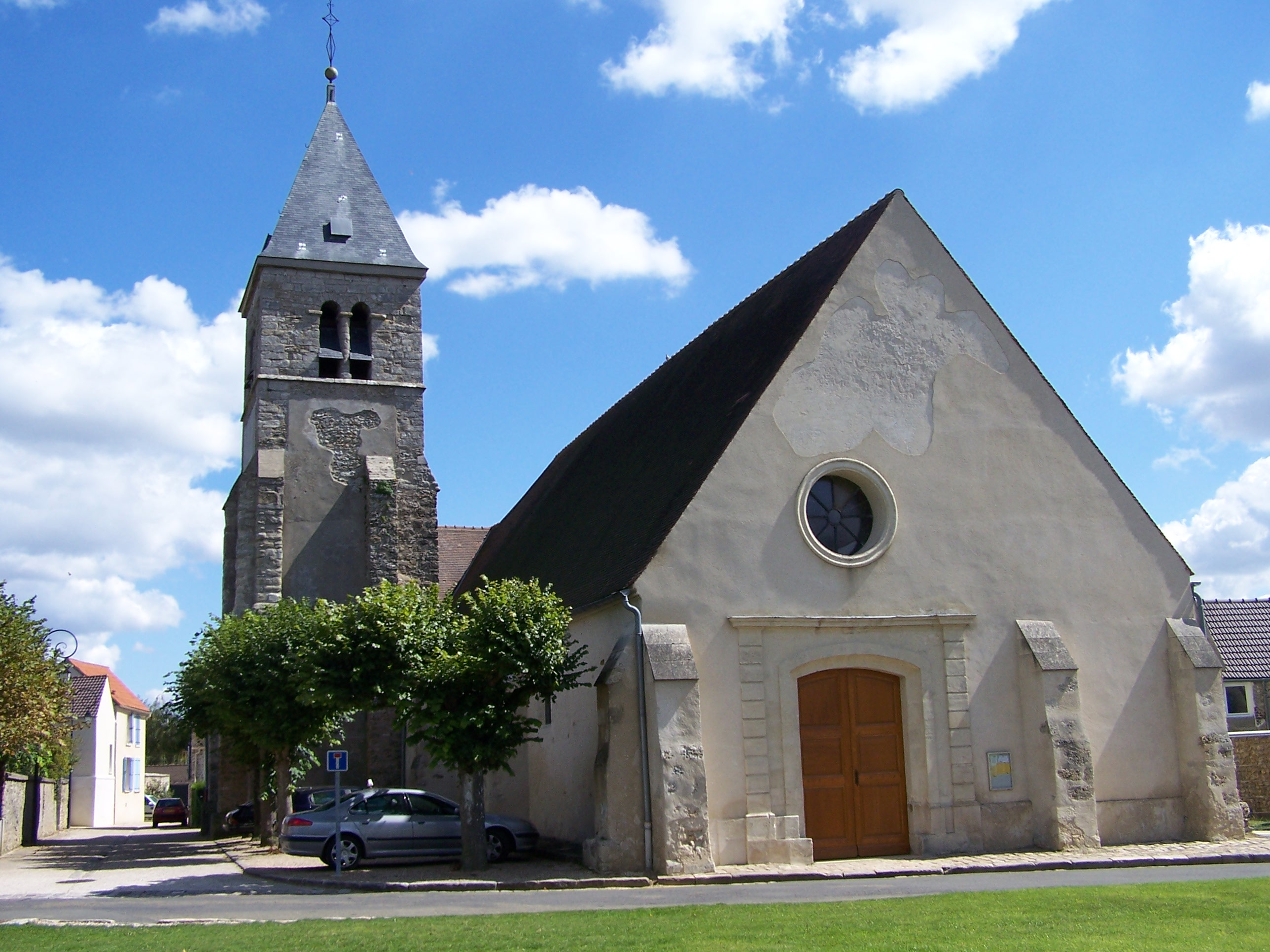
Chiesa di Saint-Nicolas, XII secolo

Les Alluets-le-Roi è situato nella pianura di Versailles. È limitrofo a Ecquevilly (nord), a Morainvilliers (nord-est), a Orgeval (est), a Crespières (sud), a Herbeville (sud-ovest) e a Bazemont (ovest). Il comune è delimitato a nord e a ovest dalla foresta detta dell'Alluets.
È un comune agricolo e residenziale.
Il comune deve il suo nome "Alluets-le-Roi" ad una carta di franchigia accordata (allouée) nel 1174 dal re di Francia Luigi VII. In passato ospitava cave per l'estrazione di pietra molare.

## Società

### Evoluzione demografica
Abitanti censiti